# Saint-Christophe-du-Foc
Saint-Christophe-du-Foc – miejscowość i gmina we Francji, w regionie Normandia, w departamencie Manche.
Według danych na rok 1990 gminę zamieszkiwały 273 osoby, a gęstość zaludnienia wynosiła 76 osób/km² (wśród 1815 gmin Dolnej Normandii Saint-Christophe-du-Foc plasuje się na 619. miejscu pod względem liczby ludności, natomiast pod względem powierzchni na miejscu 1002.).